# 1980 au cinéma
| Années du cinéma : 1977 - 1978 - 1979 - 1980 - 1981 - 1982 - 1983    |
| Décennies du cinéma : 1950 - 1960 - 1970 - 1980 - 1990 - 2000 - 2010 |

Cet article présente les faits marquants de l'année 1980 au cinéma.

## Événements
- 14 avril : Cérémonie des Oscars pour 1979. Dustin Hoffman et Sally Field sont choisis meilleurs acteur et actrice pour leur participation aux films Kramer vs. Kramer et Norma Rae. Kramer vs. Kramer est aussi en vedette pour le meilleur film, la mise en scène et le scénario. All That Jazz reçoit des trophées pour la direction artistique, l'adaptation musicale, les costumes et le montage. Les Oscars des acteur et actrice dans un second rôle vont à Melvyn Douglas et à Meryl Streep, tandis que le film Apocalypse Now de Francis Ford Coppola est retenu pour les prix de la meilleure trame sonore et de la cinématographie.

## Principales sorties en salles enFrance
- 20 août : L'Empire contre-attaque de Irvin Kershner

## Principaux films de l'année
- La Boum de Claude Pinoteau avec Sophie Marceau (le plus gros succès au box-office de l'année en France)
- Cannibal Holocaust de Ruggero Deodato
- Le Dernier Métro de François Truffaut (10 césars dont celui du meilleur film)
- Des gens comme les autres de Robert Redford (4 oscars dont celui du meilleur film)
- Elephant Man de David Lynch
- L'Empire contre-attaque d'Irvin Kershner.
- Fame (film, 1980) d'Alan Parker.
- Inspecteur la Bavure de Claude Zidi, avec Coluche et Gérard Depardieu
- Le Mariage de Maria Braun de Rainer Werner Fassbinder, avec Hanna Schygulla
- Les Dieux sont tombés sur la tête de Jamie Uys (sorti en France en 1983)
- Mon oncle d'Amérique d'Alain Resnais (grand prix du jury à Cannes)
- Monty Python : La Vie de Brian de Terry Jones
- Pixote, la loi du plus faible de Héctor Babenco
- La Porte du paradis de Michael Cimino (un des plus gros fiascos de l'histoire du cinéma, responsable de la faillite du studio United Artists).
- Raging Bull de Martin Scorsese
- Le Roi et l'Oiseau : film d'animation de Paul Grimault, dialogues de Jacques Prévert.
- Le Saut dans le vide de Marco Bellocchio, avec Anouk Aimée et Michel Piccoli (tous deux récompensés au Festival de Cannes)
- Shining de Stanley Kubrick, avec Jack Nicholson
- Les Sous-doués de Claude Zidi
- The Blues Brothers de John Landis
- Vendredi 13 de Sean S. Cunningham
- Y a-t-il un pilote dans l'avion ? des frères David et Jerry Zucker et de Jim Abrahams.

## Festivals

### Cannes
- Kagemusha, l'Ombre du guerrier de Akira Kurosawa et Que le spectacle commence de Bob Fosse remportent ex aequo la Palme d'Or au Festival de Cannes.

### Autres festivals
- 1er Festival international de films de Fribourg (FIFF)

## Récompenses

### Césars
- Meilleur film : Tess de Roman Polanski
- Meilleur réalisateur : Roman Polanski pour Tess
- Meilleur acteur : Claude Brasseur dans La Guerre des polices
- Meilleure actrice : Miou-Miou dans La Dérobade
- Meilleur second rôle masculin : Jean Bouise dans Coup de tête
- Meilleur second rôle féminin : Nicole Garcia dans Le Cavaleur
- Meilleur film étranger : Manhattan de Woody Allen

### Autres récompenses
- x

## Box-Office

### France
| Class.                     | Titre                   | Pays                  | Réalisateur     | Box-Office France |
| -------------------------- | ----------------------- | --------------------- | --------------- | ----------------- |
| 1.                         | La Boum                 |                       | Claude Pinoteau | 4 378 430 entrées |
| 2.                         | L'Empire contre-attaque | États-Unis d'Amérique | Irvin Kershner  | 4 051 599 entrées |
| 3.                         | Kramer contre Kramer    | États-Unis d'Amérique | Robert Benton   | 4 039 372 entrées |
| 4.                         | Les Sous-doués          |                       | Claude Zidi     | 3 985 214 entrées |
| 5.                         | Inspecteur la Bavure    |                       | Claude Zidi     | 3 697 576 entrées |
| Source : cbo-boxoffice.com |                         |                       |                 |                   |

### États-Unis
1. 209 398 025 $ : L'Empire contre-attaque de Irvin Kershner
2. 103 290 500 $ : Comment se débarrasser de son patron de Colin Higgins
3. 101 300 000 $ : Faut s'faire la malle de Sidney Poitier
4. 83 453 539 $ : Y a-t-il un pilote dans l'avion ? de Jim Abrahams, David Zucker et Jerry Zucker
5. 70 687 344 $ : Ça va cogner de Buddy Van Horn
6. 69 847 348 $ : La Bidasse de Howard Zieff
7. 67 182 787 $ : La fille du mineur de Michael Apted
8. 66 132 626 $ : Tu fais pas le poids, shérif ! de Hal Needham
9. 58 853 106 $ : Le Lagon bleu de Randal Kleiser
10. 57 229 890 $ : Les Blues Brothers de John Landis

## Principales naissances
- 12 février : Christina Ricci
- 2 mars : Rebel Wilson
- 3 mars : Katherine Waterston
- 12 mars : Olga Sokolow († 13 mars 2018)
- 20 mars : Netta Garti
- 7 mai : Hogir Hirori
- 25 juin : Philippe Lacheau
- 1er juillet : Boris Roatta († 25 août 1994).
- 5 juillet : Eva Green
- 26 août : Macaulay Culkin
- 26 août : Chris Pine
- 9 septembre : Michelle Williams
- 12 novembre : Ryan Gosling
- 19 décembre : Jake Gyllenhaal

## Principaux décès
- 13 février : David Janssen, acteur et compositeur américain.
- 17 février : Jerry Fielding, compositeur américain de musique de films.
- 29 avril : Alfred Hitchcock, réalisateur de cinéma
- 8 juin : Greta Schröder, actrice allemande
- 23 juin : Odile Versois, comédienne française
- 14 octobre : Jean-François Adam, réalisateur et scénariste français
- 7 novembre : Steve McQueen, acteur américain
- 22 novembre : Mae West, actrice américaine